# 境界条件
境界条件（きょうかいじょうけん、英: boundary condition）とは、境界値問題に課される拘束条件のこと。特に数学・物理学の用語としてよく用いられる。
境界条件は、境界値問題において興味のある解の探索領域とそれ以外の領域とを分けるために設定される。境界上では、境界内部で成り立つ方程式だけでは解の形を決定することができないので、補助的な条件を設定することで解を定める必要がある。この境界条件は多くの場合、対象とする境界値問題より一般的に成り立つであろう解の性質によって決定される。それは例えば境界上での解の値であったり、解の連続性や滑らかさであったりする。
時間的な境界条件の一つとして初期条件がある。時間発展を記述する方程式について、初期条件は応用上特別な意味を持つため、一般の境界条件とは分けて言及されることが多い。

## 代表例
- ディリクレ境界条件
- ノイマン境界条件
- コーシー境界条件
- 周期的境界条件
- ロビン境界条件
- ハートル＝ホーキングの境界条件

## 関連記事
- 数学
- 物理学
- 数値解析
- 微分方程式
- マイケル・ポランニー
- 階層構造
- Off-by-oneエラー